# Нельсен, Фридрих
Фри́дрих Карл Адо́льф Не́льсен (нем. Friedrich Carl Adolf Neelsen; 29 марта 1854, Итерзен, Шлезвиг-Гольштейн, Дания — 11 апреля 1894, Дрезден, Саксония, Германия) — немецкий патолог.

## Биография
Фридрих Нельсен родился в семье диакона Ганса Фридриха Нельсена и его жены Берты Софии, урождённой Людерс. Учился в ректорской школе в Итерзене, затем в школе Альтоны. Изучал медицину в Лейпцигском университете, где спустя 22 года получил докторскую степень. Позже Ф. Нельсен стал профессором института патологии Ростокского университета. В 1883 году совместно с Францем Цилем разработал метод окраски кислотоустойчивых бактерий, широко применяемый в диагностике туберкулёза.
Умер от туберкулёза гортани.